# Åbning (skak)
En åbning i et spil skak er en bestemt rækkefølge af de første træk i spillet, hvor brikkerne bringes i spil fra deres udgangsposition. De første træk kaldes åbningstræk eller åbningsspillet. I tidens løb har en omfattende mængde forskellige åbninger vist deres levedygtighed, mens mange andre er gået ud af brug eller blevet forkastet, fordi der er opdaget spillemåder, der har givet den ene eller anden farve en fordel. 
De forskellige åbninger er dokumenteret i en omfattende litteratur om åbningsspillet, åbningsteori. Spilles der træk, som er velkendte og beskrevne, taler man om derfor om, at partiet følger bogen eller spilles efter teorien, og tilsvarende om at være ude af teorien, når et spil på et tidspunkt afviger fra den kendte åbningsteori. Hvis der i et parti (mellem dygtige spillere) spilles et nyt, uprøvet træk, taler man om en teoretisk nyhed eller bare kort om en nyhed. I visse åbninger findes analyser af spillet, som omfatter 30 eller flere første træk, som anses for at være de bedste for begge sider. Skakmestre bruger ofte år på at studere åbninger og må fortsætte med det, så længe de er aktive spillere, eftersom åbningsteorien til stadighed undergår ændringer og forbedringer. 
De mange forskellige åbninger har vidt forskellig karakter, fra rolige åbninger med positionsspil til åbninger, der hurtigt giver anledning til vilde, taktiske forviklinger og kombinationer. Dygtige spilleres valg af åbning afgøres derfor af, hvilken type stilling, de selv foretrækker at spille – og deres kendskab til modstanderens tilsvarende præferencer.
Åbningerne har i tidens løb fået navne som f.eks. spansk, siciliansk og modtaget dronningegambit. Disse navne kan eksempelvis referere til den spiller, som har introduceret åbningen eller anvendt den særlig meget, eller til stedet, hvor den spilledes først etc. Navngivningen er kun en hjælp til at genkalde sig åbningen og lette identifikationen af den ved omtale eller beskrivelse.
Til dette formål findes også andre systematiseringer. Som overbegreb, der bestemmes af hvids første træk, tales om åbne, halvåbne og lukkede spil, idet disse betegnelser henviser til, om åbningen typisk giver anledning til bevægelige eller mere eller mindre fastlåste bønder. I den omfattende åbningsteori er der udviklet systemer, som kategoriserer åbningerne efter hvids første træk, sorts svar på det, hvids næste træk osv. osv. 
Skak-encyklopædien - ECO har angivet en systematisk oversigt over skakåbninger.
|   | a  | b  | c  | d  | e  | f  | g  | h  |   |
| 8 | a8 | b8 | c8 | d8 | e8 | f8 | g8 | h8 | 8 |
| 7 | a7 | b7 | c7 | d7 | e7 | f7 | g7 | h7 | 7 |
| 6 | a6 | b6 | c6 | d6 | e6 | f6 | g6 | h6 | 6 |
| 5 | a5 | b5 | c5 | d5 | e5 | f5 | g5 | h5 | 5 |
| 4 | a4 | b4 | c4 | d4 | e4 | f4 | g4 | h4 | 4 |
| 3 | a3 | b3 | c3 | d3 | e3 | f3 | g3 | h3 | 3 |
| 2 | a2 | b2 | c2 | d2 | e2 | f2 | g2 | h2 | 2 |
| 1 | a1 | b1 | c1 | d1 | e1 | f1 | g1 | h1 | 1 |
|   | a  | b  | c  | d  | e  | f  | g  | h  |   |

## Åbningsspillets mål
Åbningsspillets mål er at kontrollere de 4 midterste felter og få sine brikker ud hurtigst muligt. I visse tilfælde, vil man dog lade sin modstander overtage de mest centrale felter, og derefter prøve at nedbryde modstanderens opbyggede center. Det ses fx A48-49

## Terminologi om åbninger
Tekst mangler, hjælp os med at skrive teksten

## Klassifikation af åbninger
Tekst mangler, hjælp os med at skrive teksten